# 虚偽告訴
虚偽告訴（きょぎこくそ）とは、他人に刑罰や懲戒を受けさせるなどの目的で、嘘の被害で告訴する行為。讒訴（ざんそ）または誣告（ぶこく）ともいう。

## 概要

### 日本
日本では、虚偽告訴は刑法172条虚偽告訴等罪で処罰される。検挙件数は年間30件から40件程度で、2020年度は33人（男21人、女12人）が検挙された。

### フィリピン
入国管理局ビクータン収容所にいる連続強盗事件の指示役らの4人中3人が日本国への強制送還を阻止するために身内に自身を虚偽告訴をさせていたが、2023年2月1日にフィリピン政府の判断で4人同時の日本への強制送還が決まった。彼らは日本の警視庁に2019年にフィリピンの拠点で摘発された特殊詐欺グループの幹部として、2021年に窃盗容疑で逮捕状を取られていた。フィリピン側は「現地で別の裁判を抱えている」として身柄の引き渡しを拒否していたが、4人が強盗事件に関与していたことが発覚し、日本側が2023年1月に再度引き渡しを求めていた中でのフィリピン政府による「彼らの裁判は虚偽告訴で日本への強制送還対象である」との方針転換であった。

### 韓国
韓国では人口比での虚偽告訴が世界一であり、全国18の地方検察庁に提出された誣告事件は毎年増加傾向を見せている。韓国メディアのKorea Economic Dailyや世界日報にも「「誣告犯罪」世界1位…恥ずかしい自画像」「誣告罪1位韓、罪のない人が踏みつけられ砕かれる」と報道され、統計調査によると2000年から2014年までの韓国の虚偽告訴罪件数の平均は主要先進国の中でも圧倒的であり、同期間の日本の500倍以上となっている。
2013年8816件から2014年に9862件増え、2015年には1万156件で1万件を超えた。2016年上半期基準で4633件あった。Korea Economic Dailyと世界日報は背景について韓国社会特有の「他人の良い姿を見られない」嫉妬による陰湿な攻撃の横行に訴訟万能主義が加わり、虚偽告訴事件が頻繁に起きているとの分析を報道している。

### アメリカ
アメリカ合衆国では、1996年の「FBI統一犯罪報告書」と1997年の米国司法省の報告書によると、国内のレイプ疑惑の8%は根拠のない、または虚偽申告であった。他の国における性的暴行を受けた報告の調査において、デンマークは1.5%、カナダは10%が虚偽告訴であった:140–142。
アメリカにおける「どんなタイプの人が強姦・レイプされたと嘘の証言をするのか」に関する複数の学術研究において、最も虚偽告訴が多かったのは十代の少女で、自身のトラブルや問題、困った状態から逃れるために、性的被害を受けたなどという嘘を親に伝えるケースが多いと報道している。